# جادوگر چوسان
جادوگر چوسان (کره‌ای: 조선마술사) یا جادوگر یک فیلم تاریخی فانتزی سال ۲۰۱۵ کره جنوبی به کارگردانی کیم ده سونگ و با بازی یو سونگ هو و گو آرا است. این فیلم در ۳۰ دسامبر ۲۰۱۵ منتشر شد.

## خلاصهٔ داستان
این فیلم داستان یک جادوگر معروف در دوران چوسان را روایت می‌کند که عاشق یک پرنسس چوسان که نامزد شاهزاده سلسله چینگ است، می‌شود.

## بازیگران

### اصلی
- یو سونگ هو در نقش هوان هی
- گو آرا در نقش چونگ میونگ
- کواک دو وون در نقش گی مول

### مکمل
- جو یون هی در نقش بو اوم
- جانگ یو سانگ در نقش موک سو
- لی جین کوان
- لی گیونگ-یونگ
- پارک چول-مین
- جو دال هوان
- سون بیونگ هو
- یوم هه-ران

## بازخورد
این فیلم در هفتهٔ اول انتشار خود به جایگاه ششم باکس آفیس کره رسید و ۳٫۲۱ میلیون دلار آمریکا فروخت.